# NGC 7173
NGC 7173 (другие обозначения — PGC 67878, ESO 466-39, MCG −5-52-8, UGCA 422, VV 698, HCG 90C, AM 2159—321) — эллиптическая галактика (E) в созвездии Южная Рыба.
Этот объект входит в число перечисленных в оригинальной редакции «Нового общего каталога».
В ходе изучения фотографий, сделанных телескопом «Хаббл» в 2006 году, было обнаружено, что галактики NGC 7173 и NGC 7176 собственной гравитацией разрывают находящуюся между ними спиральную галактику NGC 7174 на части.